# Comuna Sohatu, Călărași
Sohatu este o comună în județul Călărași, Muntenia, România, formată din satele Progresu și Sohatu (reședința).

## Așezare
Comuna se află în zona de vest a județului. Este traversată de șoseaua județeană DJ401C, care o leagă spre nord de Plătărești și spre sud de Budești. Din acest drum, la Sohatu se ramifica șoseaua județeană DJ412, care o leagă spre vest de Vasilați.

## Demografie
Componența etnică a comunei Sohatu
     Români (88,34%)
     Romi (4,49%)
     Alte etnii (7,17%)
Componența confesională a comunei Sohatu
     Ortodocși (91,77%)
     Alte religii (0,83%)
     Necunoscută (7,4%)
Conform recensământului efectuat în 2021, populația comunei Sohatu se ridică la 2.650 de locuitori, în scădere față de recensământul anterior din 2011, când fuseseră înregistrați 3.240 de locuitori. Majoritatea locuitorilor sunt români (88,34%), cu o minoritate de romi (4,49%). Din punct de vedere confesional, majoritatea locuitorilor sunt ortodocși (91,77%), iar pentru 7,4% nu se cunoaște apartenența confesională.

## Politică și administrație
Comuna Sohatu este administrată de un primar și un consiliu local compus din 11 consilieri. Primarul, Cătălin Iordache[*], de la Partidul Național Liberal, este în funcție din octombrie 2020. Începând cu alegerile locale din 2024, consiliul local are următoarea componență pe partide politice:
|  | Partid                    | Consilieri | Componența Consiliului | Componența Consiliului | Componența Consiliului | Componența Consiliului | Componența Consiliului | Componența Consiliului |
|  | ------------------------- | ---------- | ---------------------- | ---------------------- | ---------------------- | ---------------------- | ---------------------- | ---------------------- |
|  | Partidul Național Liberal | 6          |                        |                        |                        |                        |                        |                        |
|  | Partidul Social Democrat  | 5          |                        |                        |                        |                        |                        |                        |

## Istorie
La sfârșitul secolului al XIX-lea, comuna făcea parte din plasa Negoiești a județului Ilfov și avea în compunere satele Dona, Măcelaru și Sohatu, cu o populație de 1105 locuitori. În comună funcționau o biserică, la Sohatu, și o școală mixtă. Anuarul Socec din 1925 o consemnează în plasa Budești a aceluiași județ, având în satele Progresu, Puțu Dimii și Sohatu o populație de 3425 de locuitori.
În 1950, comuna a fost arondată raionului Oltenița din regiunea București, apoi în 1968 a revenit la județul Ilfov, reînființat. În 1981, o reorganizare administrativă regională a dus la transferarea comunei la județul Călărași.

## Monumente istorice
Două obiective din comuna Sohatu sunt incluse în lista monumentelor istorice din județul Călărași ca monumente de interes local. Biserica „Schimbarea la Față” din satul Sohatu, datând din 1848, este clasificată ca monument de arhitectură, iar crucea de piatră din curtea bisericii din Progresu, datată 1840, este clasificată ca monument memorial sau funerar.

## Personalități născute aici
- Constanța Burcică-Pipotă (n. 1971), canotoare.